# برایان هاسکی
برایان هاسکی (به انگلیسی: Brian Huskey) (زاده ۸ سپتامبر ۱۹۶۸) بازیگر آمریکایی است.
از کارهای معروف او می‌توان به بازی در فیلم شب افتتاحیه اشاره کرد.

## فیلم‌شناسی
فهرست برخی از فیلم‌هایی که برایان هاسکی در آن‌ها به ایفای نقش پرداخته‌است:
- هویت بورن-۲۰۰۲
- خیلی بد-۲۰۰۷
- نیمه حرفه‌ای-۲۰۰۸
- ملاقات دیو-۲۰۰۸
- برادران ناتنی-۲۰۰۸
- روان‌پزشک-۲۰۰۹
- سرزمین گمشدگان-۲۰۰۹
- شب وحشت-۲۰۱۱
- مطب دام‌پزشکی-۲۰۱۲
- این آخرشه-۲۰۱۳
- فهرست کارها-۲۰۱۳
- تارزان-۲۰۱۳
- همسایه‌ها-۲۰۱۴
- همسایه‌ها ۲-۲۰۱۶
- شب افتتاحیه-۲۰۱۶
- هنرمند فاجعه-۲۰۱۷
- پدران جایگزین-۲۰۱۷
- رفتار بی‌‌فایده و احمقانه-۲۰۱۸
- مرد مورچه‌ای و زنبورک-۲۰۱۸
- فیلم برگری باب-۲۰۲۲